# Nuoto ai Giochi della XXVII Olimpiade - 400 metri stile libero femminili
Si sono svolte 5 batterie di qualificazione. Le prime 8 atlete si sono qualificate direttamente per la finale.

## Batterie
16 settembre 2000

### 1ª batteria
| Posizione | Atleta                 | Paese        | Tempo   |
| --------- | ---------------------- | ------------ | ------- |
| 1         | Ivanka Moralieva       | Bulgaria     | 4:19.10 |
| 2         | Vesna Stojanovska      | Macedonia    | 4:19.69 |
| 3         | Patricia Villarreal    | Messico      | 4:21.03 |
| 4         | Chantal Gibney         | Irlanda      | 4:23.73 |
| 5         | Nataliya Korabelnikova | Kirghizistan | 4:24.29 |
| 6         | Christel Bouvron       | Singapore    | 4:25.16 |
| 7         | Adi Bichman            | Israele      | 4:27.33 |

### 2ª batteria
| Posizione | Atleta                | Paese         | Tempo   |
| --------- | --------------------- | ------------- | ------- |
| 1         | Laetitia Choux        | Francia       | 4:13.09 |
| 2         | Artemis Dafni         | Grecia        | 4:16.94 |
| 3         | Angels Bardina        | Spagna        | 4:17.55 |
| 4         | Chi-Chan Lina         | Taipei cinese | 4:17.76 |
| 5         | Hana Cerna            | Rep. Ceca     | 4:17.96 |
| 6         | Sara Goffi            | Italia        | 4:18.16 |
| 7         | Roh Joo-Hee           | Corea del Sud | 4:25.66 |
| 8         | Pilin Tachakittiranan | Thailandia    | 4:29.28 |

### 3ª batteria
| Posizione | Atleta               | Paese       | Tempo   |
| --------- | -------------------- | ----------- | ------- |
| 1         | Brooke Bennett       | Stati Uniti | 4:07.57 |
| 2         | Claudia Poll         | Costa Rica  | 4:09.33 |
| 3         | Janelle Atkinson     | Giamaica    | 4:09.61 |
| 4         | Carla Geurts         | Paesi Bassi | 4:10.86 |
| 5         | Natalya Baranovskaya | Bielorussia | 4:12.67 |
| 6         | Chantal Strasser     | Svizzera    | 4:16.17 |
| 7         | Éva Risztov          | Ungheria    | 4:18.48 |
| 8         | Olena Lapunova       | Ucraina     | 4:19.86 |

### 4ª batteria
| Posizione | Atleta             | Paese       | Tempo   |
| --------- | ------------------ | ----------- | ------- |
| 1         | Diana Munz         | Stati Uniti | 4:10.39 |
| 2         | Nadejda Tchemezova | Russia      | 4:10.76 |
| 3         | Camelia Potec      | Romania     | 4:11.92 |
| 4         | Simona Păduraru    | Romania     | 4:13.89 |
| 5         | Irina Oufimtseva   | Russia      | 4:15.41 |
| 6         | Kasey Giteau       | Australia   | 4:15.54 |
| 7         | Sofie Goffin       | Belgio      | 4:15.93 |
| 8         | Yasuko Tajima      | Giappone    | 4:17.23 |

### 5ª batteria
| Posizione | Atleta            | Paese       | Tempo   |
| --------- | ----------------- | ----------- | ------- |
| 1         | Chen Hua          | Cina        | 4:10.56 |
| 2         | Hannah Stockbauer | Germania    | 4:10.76 |
| 3         | Flavia Rigamonti  | Svizzera    | 4:11.77 |
| 4         | Kirsten Vlieghuis | Paesi Bassi | 4:11.87 |
| 5         | Sachiko Yamada    | Giappone    | 4:12.45 |
| 6         | Kerstin Kielgass  | Germania    | 4:13.10 |
| 7         | Karine Legault    | Canada      | 4:15.55 |
| 8         | Sarah D'Arcy      | Australia   | 4:18.05 |

## Finale
17 settembre 2000
| Posizione | Atleta             | Paese       | Tempo   |
| --------- | ------------------ | ----------- | ------- |
|           | Brooke Bennett     | Stati Uniti | 4:05.80 |
|           | Diana Munz         | Stati Uniti | 4:07.07 |
|           | Claudia Poll       | Costa Rica  | 4:07.83 |
| 4         | Janelle Atkinson   | Giamaica    | 4:08.79 |
| 4         | Nadejda Tchemezova | Russia      | 4:10.37 |
| 6         | Hannah Stockbauer  | Germania    | 4:10.38 |
| 7         | Carla Geurts       | Paesi Bassi | 4:12.36 |
| 8         | Chen Hua           | Cina        | 4:13.11 |